# 어 소던 양키
어 소던 양키(A Southern Yankee)는 미국에서 제작된 에드워드 세드윅 감독의 1948년 코미디, 전쟁, 서부 영화이다. 레드 스켈튼 등이 주연으로 출연하였고 폴 존스 등이 제작에 참여하였다.
버스터 키턴의 제너럴(1926년)의 반리메이크 작품이다.

## 출연

### 주연
- 레드 스켈튼
- 브라이언 돈레비

### 조연
- 아렌느 달
- 조지 컬러리스
- 로이드 고프
- 존 아일랜드
- 마이너 왓슨
- 찰스 딘글
- 아트 베이커
- 리드 하들리
- 아서 스페이스
- 조이스 콤프턴
- 바이론 폴거
- 에드워드 가갠
- 버트 무어하우스
- 아디슨 리처즈
- 피에르 왓킨
- 리처드 알렉산더
- 스탠리 앤드류스
- 쉘비 베이컨
- 루이스 베버스
- 스티븐 베넷
- 레인 챈들러
- 클리프 클락
- 해리 코딩
- 제프 코리
- 웨이드 크로스비
- 조지 드노맨드
- 샘 플린트
- 크리스찬 J. 프랭크
- 프랭크 해그니
- 헨리 홀
- 폴 하비
- 드리슬 보비 헤이우드
- 존 힐턴
- 제임스 호른
- 빌 케네디
- 폴 크루거
- 잭 리
- 제임스 로건
- 이안 맥도널드
- 조지 매그릴
- 앨런 매튜스
- 케미트 메이나드
- 프랭크 맥그라스
- 월터 메릴
- 존 머턴
- 하워드 M. 밋첼
- 랠프 몽고메리
- 벤 모셀레
- 포브스 머레이
- 데이빗 뉴웰
- 폴 뉴랜
- 로드 오코너
- 게리 오웬
- 윌리엄 빌 필립스
- 버디 루즈벨트
- 진 로스
- 랠프 샌포드
- 칼 세시
- 데이빗 샤프
- 딕 시몬스
- 수잔 사이먼
- 버스터 슬레이븐
- 앤 스턴톤
- 잭 스토니
- 글렌 스트레인지
- 윌리엄 태넌
- 마커스 터크
- 랠프 볼키
- 딕 웨셀
- 로버트 J. 윌크
- 해리 윌슨
- 해리 우즈
- 잭 워스
- 듀크 요크
- 빅터 짐머맨

## 제작진
- 조감독: 얼 맥이보이
- 세트: 아서 크램스
- 세트: 에드윈 B. 윌리스
- 의상: 발레스
- 분장부문: 잭 돈
- 분장부문: 시드니 귈라로프
- 프로덕션매니저: 세르게이 페취니코프
- 프로덕션매니저: 데이브 프리드먼